# Славні хлопці (фільм, 2006)
Славні хлопці (англ. Nice Guys) — американська комедія 2006 року.

## Сюжет
Том і його приятелі збираються зробити все, щоб потрапити у вищу лігу Голлівуду. У них були надії на гарненьку подружку Тома, але вона його кинула. Тоді хлопці вирішують вкрасти партію марихуани, потім повернути її ФБР. І ось на гроші за «цінну знахідку» зняти свій перший фільм.

## У ролях
- Корін Немек — Том
- Девід Фаустіно — Бен
- Джейсон Мьюз — Квеберт
- Джейсон Мерсден — Венделл
- Лейсі Шебер — Сінді
- Едвард Банкер — Великий Джо
- Едвард Фурлонг — Тай
- Сесіль Гамбрелль — Джулі
- Майкл ДеЛоренцо — Роко
- Енді Дік — Патрік
- Денні Трехо — Шаді
- Роберт Родрігес — містер Льюїс
- Даллас Пейдж — Sleezy Guy
- Джина ДеВеторрі — Карлі
- Тед Реймі — спеціальний агент Браун
- Колбі Кейн — спеціальний агент Х'юстон